# Carlo Rancati
Carlo Rancati (nascido em 28 de abril de 1940) foi um ciclista italiano que participava em competições de ciclismo de pista e estrada.

## Carreira olímpica
Em 1964, como um ciclista amador, ele participou nos Jogos Olímpicos de Tóquio, onde conquistou uma medalha de prata na prova de perseguição por equipes, juntamente com Franco Testa, Cencio Mantovani e Luigi Roncaglia. Após se tornar profissional em 1964, ele não conquistou qualquer vitória notável, e competiu até o ano de 1973.